# Bay State Automobile Company

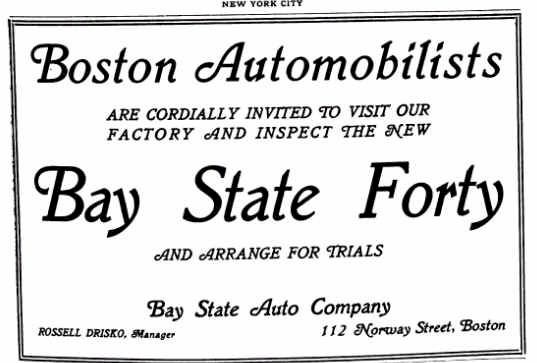
Anzeige des Unternehmens von 1906

Bay State Automobile Company war ein US-amerikanischer Hersteller von Automobilen.

## Unternehmensgeschichte
Rossell Drisko und George Temple gründeten das Unternehmen im Januar 1906 in Boston in Massachusetts. Im Januar 1907 begann die Produktion von Automobilen, die als Bay State vermarktet wurden. Im Dezember 1907 begannen finanzielle Probleme. 1908 endete die Produktion.
Es bestand keine Verbindung zur R. H. Long Company, die den gleichen Markennamen verwendete.

## Fahrzeuge
Der Forty, englisch für 40, war das einzige Modell. Er hatte einen Vierzylindermotor, der 40 PS leistete. Das Fahrgestell hatte 310 cm Radstand. Im ersten Jahr gab es nur siebensitzige Tourenwagen. Im zweiten Jahr ergänzte ein fünfsitziger Runabout das Sortiment.

## Modellübersicht
| Jahr | Modell | Zylinder | Leistung (PS) | Radstand (cm) | Aufbau                                  |
| ---- | ------ | -------- | ------------- | ------------- | --------------------------------------- |
| 1907 | Forty  | 4        | 40            | 310           | Tourenwagen 7-sitzig                    |
| 1908 | Forty  | 4        | 40            | 310           | Tourenwagen 7-sitzig, Runabout 5-sitzig |